# 탈북 고아 입양 법안
탈북 고아 입양 법안(North Korean Refugee Adoption Act)은 2011년 8월 29일 기준으로 미국 연방하원에서 추진 중인 법안이다. 탈북 고아들을 미국 가정으로 입양하는 내용이 주를 이룬다.

## 상정
공화당 소속 에드 로이스(Royce) 캘리포니아 의원이 2011년 4월 재상정한 후 북한 자유를 위한 한인교회연합(KCC) 등이 적극 지원하고 있다. 이에 따라 공동발의 의원이 늘어나며 법안 추진에 힘이 실리고 있다. KCC는 미국 내 2,500여 한인목사들이 참여해 2004년 결성된 단체로, 미국 내 북한인권법 제정과 북한 자유 운동 확산에 힘을 쏟고 있다.

## 주요 내용
탈북 고아나 국적 없는 북한 아이들은 미국에서 적용되는 국제입양법에 해당되지 않는다. 이에 대해 미국 시민들이 국적 없는 아이들과 북한 아이들을 입양할 수 있도록 국무부가 다른 방법을 찾아달라는 것이 주 내용이다. 2010년 상정됐던 법안은 국무부가 탈북 고아들을 미국에 어떻게 입양할 수 있는지에 대한 보고서 제출기한을 90일로 했었는데, 2011년 상정 시 180일로 바뀌었다. 중국 내 탈북 고아에만 한정되던 범위를 태국 등 동남아 지역으로 넓혔다.